# شاتين
شاتين، هي قرية لبنانية من قرى قضاء البترون في محافظة الشمال. تبعد تنورين التحتا - تنورين الفوقا - شاتين - وطى حوب حوالي 98 كلم  عن بيروت عاصمة لبنان.